# Albert Quixall
Albert Quixall (Sheffield, 9 de agosto de 1933) é um ex-futebolista inglês, que atuava como atacante.

## Carreira
Albert Quixall fez parte do elenco da Seleção Inglesa de Futebol que disputou a Copa do Mundo de 1954.

## Ligações Externas
- Perfil em FIFA.com (em inglês)